# 奧霍薩爾科 (新墨西哥州)
奧霍薩爾科（英語：Ojo Sarco）是位於美國新墨西哥州里奧阿里巴縣的普查規定居民點。

## 人口
根據2020年美國人口普查的數據，奧霍薩爾科的面積為8.83平方千米，皆為陸地。當地共有人口277人，而人口密度為每平方千米31.37人。